# Hays County
Hays County är ett administrativt område i delstaten Texas, USA, med 157 107 invånare (2010). Den administrativa huvudorten (county seat) är San Marcos.

## Geografi
Enligt United States Census Bureau har countyt en total area på 1 761 km². 1 756 km² av den arean är land och 5 km² är vatten.

### Angränsande countyn
- Travis County - nordost
- Caldwell County - sydost
- Guadalupe County - söder
- Comal County - sydväst
- Blanco County - nordväst

## Orter
- Buda
- Kyle
- Niederwald (delvis i Caldwell County)
- San Marcos (huvudort, delvis i Caldwell County och Guadalupe County)
- Uhland (delvis i Caldwell County)
- Wimberley
- Woodcreek